# Список полных кавалеров ордена Трудовой Славы/Т
В настоящем списке представлены в алфавитном порядке полные кавалеры ордена Трудовой Славы, чьи фамилии начинаются с буквы «Т». Список содержит информацию о датах Указов о присвоении звания, профессии награждённых, дате рождения и дате смерти. В настоящее время список не является завершённым и нуждается в дополнениях и уточнениях.
| №  | Фамилия, имя, отчество                   | Даты жизни              | Профессия | Дата Указа и номер ордена                                                 | ГС        |
| -- | ---------------------------------------- | ----------------------- | --- | ------------------------------------------------------------------------- | --------- |
| 1  | Тадуев, Виталий Петрович                 | 09.09.1937 — 26.01.2015 | Тракторист-машинист совхоза «Ивановский» Ивановского района Ивановской области | 3 ст. 14.02.1975 № 19287 2 ст. 23.12.1976 № 1546 1 ст. 06.06.1984 № 70    | [ ГС 1 ]  |
| 2  | Талыбов, Дадаш Аббас оглы                | род. 1939               | Слесарь-судоремонтник судоремонтного завода имени XXI съезда КПСС Всесоюзного промышленного объединения «Каспморнефтегазпром» Министерства газовой промышленности СССР, гор. Баку Азербайджанской ССР                               | 3 ст. 21.04.1975 № 134761 2 ст. 16.05.1980 № 3885 1 ст. 15.05.1985 № 135  | [ ГС 2 ]  |
| 3  | Тамулис, Адольфас-Альгимантас Адольфович | род. 1941               | Машинист предприятия Министерства мелиорации и водного хозяйства Литовской ССР | 3 ст. 22.04.1975 № 129482 2 ст. 14.04.1981 № 18102 1 ст. 13.08.1986 № 534 |           |
| 4  | Тараненко, Анна Ивановна                 | род. 1948               | Оператор машинного доения колхоза имени Крупской Черкасского района Черкасской области | 3 ст. 24.12.1976 № 176094 2 ст. 04.03.1982 № 14469 1 ст. 28.02.1986 № 205 |           |
| 5  | Тарасенкова, Антонина Павловна           | род. 25.01.1930         | Вздымщица Навлинского лесокомбината Государственного комитета СССР по лесному хозяйству, Брянская область | 3 ст. 24.04.1975 № 88055 2 ст. 14.04.1981 № 5828 1 ст. 13.08.1986 № 504   | [ ГС 3 ]  |
| 6  | Темботов, Лостанаш Талустанович          | 08.02.1936 — 04.07.2005 | Заведующий фермой колхоза «Восток» Баксанского района Кабардино-Балкарской АССР | 3 ст. 14.02.1975 № 19767 2 ст. 23.12.1976 № 612 1 ст. 13.09.1990 № 829    | [ ГС 4 ]  |
| 7  | Темирсултанова, Барет Бакиевна           | 20.02.1943 — 10.08.2009 | Старший чабан колхоза «Путь к коммунизму» Ахтубинского района Астраханской области | 3 ст. 10.03.1976 № 307485 2 ст. 13.03.1981 № 7088 1 ст. 29.08.1986 № 554  | [ ГС 5 ]  |
| 8  | Теплов, Анатолий Макарович               | род. 22.07.1936         | Бригадир электриков-испытателей производственного объединения «Заря» Министерства судостроительной промышленности СССР, гор. Николаев                                                                                               | 3 ст. 25.04.1975 № 60225 2 ст. 10.03.1981 № 114507 1 ст. 23.08.1989 № 666 | [ ГС 6 ]  |
| 9  | Терёхина, Раиса Ивановна                 | род. 06.10.1939         | Тракторист-машинист зерносовхоза «Гигант» Сальского района Ростовской области | 3 ст. 14.02.1975 № 21011 2 ст. 23.12.1976 № 1228 1 ст. 27.08.1990 № 793   | [ ГС 7 ]  |
| 10 | Терехова, Эльвира Ивановна               | 01.12.1941 — 14.09.2009 | Доярка колхоза имени Ленина Тамбовского района Амурской области | 3 ст. 14.02.1975 № 18945 2 ст. 23.12.1976 № 111748 1 ст. 29.08.1986 № 552 | [ ГС 8 ]  |
| 11 | Тесля, Григорий Александрович            | 08.03.1934 — 08.08.1989 | Бригадир машинистов экскаватора разреза «Северо-Восточный» производственного объединения «Дальвостуголь» Министерства угольной промышленности СССР, Бурятская АССР                                                                  | 3 ст. 21.04.1975 № 86851 2 ст. 02.03.1981 № 9720 1 ст. 29.04.1986 № 253   |           |
| 12 | Тимофеев, Иван Алексеевич                | род. 1939               | Машинист локомотивного депо станции Даугавпилс Прибалтийской железной дороги, Латвийская ССР | 3 ст. 21.04.1975 № 132790 2 ст. 02.04.1981 № 18456 1 ст. 03.07.1986 № 412 |           |
| 13 | Тимощик, Анатолий Васильевич             | род. 15.08.1949         | Плотник строительно-монтажного поезда № 575 треста «Нижнеангарскстрой» Министерства транспортного строительства СССР, Бурятская АССР                                                                                                | 3 ст. 05.02.1981 № 507927 2 ст. 29.04.1985 № 35735 1 ст. 10.08.1990 № 738 | [ ГС 9 ]  |
| 14 | Титков, Валерий Георгиевич               | род. 06.05.1940         | Фрезеровщик Бердского химического завода Министерства медицинской и микробиологической промышленности СССР, Новосибирская область                                                                                                   | 3 ст. 03.03.1976 № 274499 2 ст. 06.04.1981 № 11164 1 ст. 03.06.1986 № 307 | [ ГС 10 ] |
| 15 | Титов, Александр Александрович           | 12.07.1951 — 04.11.1995 | Тракторист Чаинского леспромхоза управления топливной промышленности Томского облисполкома | 3 ст. 22.04.1975 № 62498 2 ст. 31.03.1981 № 8119 1 ст. 11.07.1986 № 461   | [ ГС 11 ] |
| 16 | Тиханков, Виктор Данилович               | 28.03.1939 — 07.07.2021 | Бригадир монтажников Первого Череповецкого специализированного строительно-монтажного управления треста «Череповецстальконструкция» Министерства монтажных и специальных строительных работ СССР, гор Череповец Вологодской области | 3 ст. 21.04.1975 № 87293 2 ст. 09.04.1981 № 12367 1 ст. 18.12.1986 № 590  | [ ГС 12 ] |
| 17 | Тихонюк, Иван Иванович                   | род. 10.10.1937         | Каменщик Военно-строительного управления Комитета государственной безопасности СССР, гор. Москва | 3 ст. 22.04.1975 № 125583 2 ст. 24.03.1981 № 19018 1 ст. 16.07.1986 № 464 | [ ГС 13 ] |
| 18 | Ткаченко, Валентина Максимовна           | род. 29.06.1932         | Бригадир специализированного управления № 50 треста «Южтермоизоляция» Министерства монтажных и специальных строительных работ СССР, гор. Днепродзержинск Днепропетровской области                                                   | 3 ст. 21.04.1975 № 58 214 2 ст. 23.04.1980 № 3851 1 ст. 22.05.1986 № 313  | [ ГС 14 ] |
| 19 | Ткачук, Василий Николаевич               | род. 26.01.1933         | Бригадир предприятия Министерства лесной, целлюлозно-бумажной и деревообрабатывающей промышленности СССР, Ивано-Франковская область                                                                                                 | 3 ст. 10.03.1976 № 162792 2 ст. 07.01.1981 № 5053 1 ст. 22.05.1986 № 287  |           |
| 20 | Толмачёва, Валентина Ивановна            | 14.09.1933 — 09.11.2021 | Оператор машинного доения совхоза «Авангард» Губкинского района Белгородской области | 3 ст. 23.12.1976 № 170279 2 ст. 21.12.1983 № 5869 1 ст. 10.09.1990 № 818  | [ ГС 15 ] |
| 21 | Томилина, Мария Григорьевна              | 8.05.1930 — 19.01.2022  | Оператор Краснодарского химического комбината Министерства медицинской и микробиологической промышленности СССР | 3 ст. 24.04.1975 № 101850 2 ст. 06.04.1981 № 10436 1 ст. 03.06.1986 № 303 | [ ГС 16 ] |
| 22 | Томчук, Михаил Филиппович                | род. 24.11.1937         | Механизатор колхоза имени Шевченко Любомльского района Волынской области | 3 ст. 14.02.1975 № 9934 2 ст. 12.04.1979 № 3610 1 ст. 14.11.1989 № 681    |           |
| 23 | Топольсков, Виталий Алексеевич           | род. 14.09.1937         | Бригадир каменщиков строительного управления № 10 треста «Каббалкгражданстрой» Министерства жилищно-гражданского строительства РСФСР, гор. Нальчик Кабардино-Балкарской АССР                                                        | 3 ст. 22.04.1975 № 43956 2 ст. 19.03.1981 № 11826 1 ст. 09.07.1986 № 422  | [ ГС 17 ] |
| 24 | Тосенко, Алексей Тимофеевич              | род. 27.01.1937         | Рабочий черниговского предприятия Министерства связи СССР | 3 ст. 04.03.1976 № 156554 2 ст. 02.04.1981 № 14607 1 ст. 03.07.1986 № 415 |           |
| 25 | Трегубова, Любовь Васильевна             | род. 17.06.1947         | Старший мастер Валуйского молочного комбината объединения «Белгородмолагропром», Белгородская область | 3 ст. 21.04.1975 № 93528 2 ст. 17.03.1981 № 5874 1 ст. 10.09.1990 № 819   | [ ГС 18 ] |
| 26 | Трейцис, Екаб Артурович                  | род. 1941               | Электромонтёр по ремонту аппаратуры, релейной защиты и автоматики Рижского вагоностроительного завода Министерства тяжёлого и транспортного машиностроения СССР, Латвийская ССР                                                     | 3 ст. 21.04.1975 № 132701 2 ст. 31.03.1981 № 18495 1 ст. 10.06.1986 № 349 |           |
| 27 | Третьяков, Май Саввич                    | род. 01.05.1933         | Бригадир комплексной бригады строительно-монтажного управления № 1 треста «Якутстрой» Министерства строительства СССР, Якутская АССР                                                                                                | 3 ст. 21.04.1975 № 43064 2 ст. 19.03.1981 № 9931 1 ст. 22.05.1986 № 310   | [ ГС 19 ] |
| 28 | Трикиша, Александр Павлович              | род. 04.08.1948         | Бригадир предприятия Министерства энергетики и электрификации Украинской ССР, гор. Киев | 3 ст. 19.05.1980 № 433259 2 ст. 14.09.1984 № 658 1 ст. 16.02.1989 № 658   |           |
| 29 | Трусов, Анатолий Моисеевич               | 03.01.1943 — 14.05.2021 | Тракторист-машинист совхоза «Путь Ильича» Подольского района Московской области | 3 ст. 14.02.1975 № 13086 2 ст. 12.03.1982 № 12620 1 ст. 29.05.1990 № 718  | [ ГС 20 ] |
| 30 | Трутнев, Виктор Петрович                 | 1946—2006               | Тракторист-машинист колхоза имени Кирова агропромышленного комбината «Лада» Ставропольского района Куйбышевской области | 3 ст. 23.12.1976 № 227522 2 ст. 13.03.1981 № 7951 1 ст. 14.09.1990 № 824  | [ ГС 21 ] |
| 31 | Труфанов, Иван Константинович            | 17.04.1936 — 02.09.2010 | Тракторист совхоза «Нива» Новоалександровского района Ставропольского края | 3 ст. 23.12.1976 № 235639 2 ст. 12.03.1982 № 20476 1 ст. 23.08.1990 № 776 | [ ГС 22 ] |
| 32 | Трухан, Иван Романович                   | род. 20.06.1939         | Аппаратчик Новомосковского химического комбината имени В. И. Ленина Министерства по производству минеральных удобрений СССР, Тульская область                                                                                       | 3 ст. 24.04.1975 № 110656 2 ст. 06.04.1981 № 7635 1 ст. 03.06.1986 № 299  | [ ГС 23 ] |
| 33 | Трухин, Геннадий Андреевич               | род. 1939               | Мастер Вятско-Полянского машиностроительного завода «Молот» Министерства оборонной промышленности СССР, Кировская область | 3 ст. 25.04.1975 № 84338 2 ст. 10.03.1981 № 11745 1 ст. 27.07.1990 № 706  | [ ГС 24 ] |
| 34 | Тхакохов, Борис Тенуевич                 | род. 13.03.1934         | Старший чабана колхоза «Ильичёвский» Прикубанского района Карачаево-Черкесской ССР | 3 ст. 22.02.1978 № 232174 2 ст. 14.12.1984 № 35614 1 ст. 03.12.1991 № 955 |           |
| 35 | Тяптин, Виталий Михайлович               | 19.12.1939 — 2002       | Бригадир комплексной бригады строительного управления Уфимских ТЭЦ треста «Башуралэнергострой» Министерства энергетики и электрификации СССР, Башкирская АССР                                                                       | 3 ст. 22.04.1975 № 44685 2 ст. 31.03.1981 № 8962 1 ст. 29.04.1986 № 211   | [ ГС 25 ] |